# Lundby (Aalborg Kommune-Lundby Sogn)
 For alternative betydninger, se Lundby. (Se også artikler, som begynder med Lundby)
Lundby er en landsby nær De Himmerlandske Heder med 74 indbyggere (2008). Lundby er beliggende fem kilometer syd for Farstrup og 38 kilometer sydvest for Aalborg. Landsbyen hører under Aalborg Kommune og er beliggende i Lundby Sogn.
Bebyggelsen er blandet med landejendomme og ældre parcelhuse. Landevejen har et snoet forløb, hvor husene flere steder ligger helt ud til vejen. Lundby Kirke ligger et stykke uden for byen. Byens forsamlingshus fungerer som byens samlingssted.